# Loctite

Logo der Marke Loctite

Loctite (engl. Wortspiel. „lock tight“ – fest verschließen) ist eine 1956 als American Sealants Company (1963 in Loctite Corporation umbenannt) in den Vereinigten Staaten gegründete Firma, die vornehmlich chemische Produkte zum Kleben und Dichten herstellt.
Das Unternehmen Loctite wurde 1997 von Henkel übernommen. Unter der Marke werden unter anderem Metallklebstoffe vertrieben, die zur Schraubensicherung und als Flüssigdichtung verwendet werden.
Die Marke war auch über mehrere Jahre hinweg als Sponsor der Teams Lotus und McLaren in der Formel 1 vertreten.